# Спрінгвілл (Нью-Йорк)
Спрінгвілл (англ. Springville) — селище (англ. village) в США, в окрузі Ері штату Нью-Йорк. Населення — 4225 осіб (2020).

## Географія
Спрінгвілл розташований за координатами 42°30′29″ пн. ш. 78°40′10″ зх. д. / 42.50806° пн. ш. 78.66944° зх. д. (42.508067, -78.669361).  За даними Бюро перепису населення США в 2010 році селище мало площу 9,54 км², з яких 9,51 км² — суходіл та 0,02 км² — водойми.

## Демографія
Згідно з переписом 2010 року, у селищі мешкало 4296 осіб у 1720 домогосподарствах у складі 1056 родин. Густота населення становила 451 особа/км².  Було 1841 помешкання (193/км²).
Расовий склад населення:
| - 96,1 % — білих - 1,1 % — чорних або афроамериканців - 0,8 % — корінних американців - 0,6 % — азіатів |

До двох чи більше рас належало 1,1 %. Частка іспаномовних становила 2,3 % від усіх жителів.
За віковим діапазоном населення розподілялося таким чином: 24,1 % — особи молодші 18 років, 57,8 % — особи у віці 18—64 років, 18,1 % — особи у віці 65 років та старші. Медіана віку мешканця становила 40,2 року. На 100 осіб жіночої статі у селищі припадало 91,6 чоловіків;  на 100 жінок у віці від 18 років та старших — 84,9 чоловіків також старших 18 років.
Середній дохід на одне домашнє господарство  становив 58 297 доларів США (медіана — 48 170), а середній дохід на одну сім'ю — 67 732 долари (медіана — 55 598). Медіана доходів становила 50 806 доларів для чоловіків та 35 156 доларів для жінок. За межею бідності перебувало 13,9 % осіб, у тому числі 23,0 % дітей у віці до 18 років та 7,1 % осіб у віці 65 років та старших.
Цивільне працевлаштоване населення становило 1948 осіб. Основні галузі зайнятості: освіта, охорона здоров'я та соціальна допомога — 23,9 %, мистецтво, розваги та відпочинок — 15,5 %, роздрібна торгівля — 11,7 %, виробництво — 10,9 %.